# Marc Amand Élisée Scherb
Marc Amand Élisée Scherb (ur. 25 kwietnia 1747 w Westhoffen, zm. 2 lipca 1838, tamże) – francuski generał brygady. Uczestnik francuskich wojen rewolucyjnych oraz wojny w Wandei, podczas której walczył w szeregach armii Republiki Francuskiej przeciwko rojalistycznym powstańcom.

## Życiorys
Marc Scherb był synem notariusza Jeana Élisée Scherba. Od 20 października 1766 roku był kadetem w pułku piechoty anhalckiej. Natomiast 16 października 1768 uzyskał stopień podporucznika.
W roku 1769 służył na Korsyce. W dniu 14 stycznia 1777 awansowano go do stopnia porucznika, a 16 września 1776 uczyniono go kapitanem. W dniu października 1772 nadano mu rangę podpułkownika i powierzono mu dowództwo nad batalionem grenadierów w armii pod wodzą generała Custine’a. Od 8 marca 1793 był sztabowcem oraz dowódcą brygady. Podczas oblężenia Moguncji w roku 1793 w warunkach obstrzału został ranny w prawą stopę. Doznał także złamania lewej nogi. W dniu 22 lipca 1793 Scherbowi powierzono zadanie wyprowadzenia drugiej kolumny garnizonu w Moguncji do Wandei, w celu przyłączenia jej do Armii Wybrzeża Brest – do czego doszło 17 sierpnia 1793.
Od 13 lipca 1794 Scherb służył w Savenay, w Armii Renu. W dniu 6 grudnia 1794 komisarze Konwentu przy Armii Renu i Mozeli (Représentant en mission) zadecydowali o tymczasowym nadaniu mu stopnia generała brygady. Od 4 stycznia 1795 Scherb dowodził drugą brygadą w dywizji marszałka Laurenta Gouvion-Saint-Cyr, pod Moguncją. W dniu 13 czerwca 1795 decyzją Komitetu Ocalenia Publicznego zatwierdzono mu stopień generała brygady.
Uczestniczył w odwrocie ósmej dywizji (pod wodzą Pierre’a Antoine’a Courtota) spod Moguncji w dniu 29 października 1795. Od 30 grudnia 1795 służył w ósmej dywizji (pod wodzą Pierre’a Marie Ferino) wchodzącej w skład Armii Renu i Mozeli. Z kolei w kwietniu 1796 był dowódcą brygady w szóstej dywizji (generała Guillaume’a Philiberta Duhesme). Od 27 kwietnia 1796 pełnił obowiązki komendanta garnizonu w Landau. W dniu 19 lipca 1796 przekroczył Ren w celu obserwacji miejscowości Philippsbourg. Natomiast w dniu 31 lipca 1796 powierzono mu zadanie utrzymania garnizonów Mannheim, Philippsbourgu oraz w Bruchsal.
13 września 1796 Scherb wycofał swój oddział do Kehl, zatrzymał się tam, po czym odparł atak Austriaków z 18 września 1796. W dniu 26 września 1796, z powodu oskarżenia o tchórzostwo, wniesionego przez komisarza rządowego Haussmanna, Scherb został pozbawiony funkcji dowódcy. Oddano go do dyspozycji ministra wojny, który w dniu 21 października 1797 przeniósł go do armii marszałka Augereau, działającej w Niemczech. 24 października 1797 Scherb został głównodowodzącym garnizonu w Neuf-Brisach. W dniu 19 lipca 1803 przeszedł w stan spoczynku. Jednak wkrótce potem wrócił do służby wojskowej. W dniu 9 października 1803 został mianowany (przez generała Joachima Murata) głównodowodzącym sił w regionie Dolnego Padu oraz Ferrary we Włoszech. Później był dowódcą sił zbrojnych kolejno w: Legnano (od 4 lutego 1805), w Weronie (od 22 września 1805), w Monfalcone (od 17 marca 1806) oraz w dalmackim Zadarze (od 12 maja 1806).
W dniu 10 kwietnia 1791 Scherb został odznaczony tytułem kawalera orderu św. Ludwika. Z kolei 15 czerwca 1804 Napoleon Bonaparte uczynił go oficerem Legii Honorowej.